# Polly Batic
Polly Batic (eig. Leopoldine Graf geb. Batic; 28. Dezember 1906 in Wien – 10. Mai 1992 ebenda) war eine österreichische Opernsängerin der Stimmlage Mezzosopran. Sie gastierte in der Zwischenkriegszeit häufig bei den Salzburger Festspielen und wurde 1948 Ensemblemitglied der Wiener Staatsoper.

## Leben, Werk
Nach Abschluss ihrer Gesangsstudien debütierte sie 1929 am Stadttheater Trier. Im selben Jahr heiratete sie den Musikologen und Kritiker Max Graf (1873–1958). Es war dessen dritte Ehe. Aus seiner ersten Ehe stammte der spätere Opernregisseur Herbert Graf (1903–1973), ihr Stiefsohn. Von Wien aus pendelte die Künstlerin zu Gastauftritten und Konzerten. Von 1931 bis 1937 war sie jeden Sommer bei den Salzburger Festspielen engagiert, vorerst in einer Vielzahl kleiner Partien, als Dritter Knabe, Zweites Meermädchen, Stimme von oben, Zweite Dienerin und Zweite Magd in Opern von Mozart, Weber und Richard Strauss. 1935 besetzte man sie in zwei supporting roles, als Annina im Rosenkavalier und als Marcellina in der Hochzeit des Figaro. Im Jahr darauf sang sie wiederum die Marcellina – und die Dienerin des Corregidor in der gleichnamigen Oper von Hugo Wolf.
Ehemann und Stiefsohn mussten aufgrund ihrer Abstammung nach der Machtergreifung Hitlers bzw. nach der Annexion Österreichs in die Vereinigten Staaten emigrieren. Polly Batic blieb vorerst in Wien und wurde nicht mehr in Salzburg beschäftigt. In der Spielzeit 1941–1942 war sie im Theater von Bernburg (Saale) engagiert, danach zwei Spielzeiten lang im Stadttheater von Liegnitz. Max Graf kehrte 1947 nach Wien zurück, Herbert Graf ließ sich Anfang der 1960er Jahre in der Schweiz nieder. 1948 wurde sie an die Wiener Staatsoper verpflichtete, an der sie zuvor mindestens zweimal als Gast aufgetreten war – 1935 als Annina im Rosenkavalier, 1946 als Cio-Cio-San, der Titelpartie von Puccinis Madama Butterfly. Während ihres Festengagements sang sie wiederum Mägde, Dienerinnen, Ammen und eine der Walküren, die Schwertleite. Häufig trat sie in zeitgenössischen Werken auf, in Wien in zwei Menotti-Opern, The Consul und The Medium, und in Salzburg 1951 als Margret im Wozzeck von Alban Berg und 1953 als Frau Grubach in der Uraufführung von Einems Kafka-Vertonung Der Prozess. Diese beiden Produktionen wurden anschließend an der Wiener Staatsoper gezeigt. Als Margret im Wozzeck gastierte Polly Batic mit dem Ensemble der Staatsoper am Théâtre des Champs-Élysées in Paris. Fallweise war sie auch in Operetten zu sehen und zu hören, im Zigeunerbaron, im Bettelstudenten oder in der Lustigen Witwe. 1960 ging die Sängerin in Pension.
Laut Kutsch/Riemens war sie auch als Oratorien- und Liedsängerin erfolgreich. Es bestehen nur wenige Tondokumente, zumeist kleine Partien bei den Salzburger Festspielen. Es gibt aber auch Aufzeichnungen von Liedern der Komponisten Josef Matthias Hauer und Ernst Krenek.